# Alexanderpalatset
Alexanderpalatset (Александровский дворец) är ett ryskt palats i Tsarskoje Selo i Pusjkin utanför Sankt Petersburg. Det är känt som den siste tsaren Nikolaj II:s favoritresidens och främsta bostad. 

## Historia
Palatset lät Katarina den stora bygga i omedelbar närhet till Katarinapalatset åt sitt älsklingsbarnbarn, den blivande tsaren Alexander I, inför hans giftermål 1793 med Louise av Baden. Det neoklassiska byggnadsverket planlades av Giacomo Quarenghi och uppfördes mellan 1792 och 1796. 
Alexanderpalatset användes som sommarresidens av samtliga ryska tsarer efter Alexander I, och inreddes därför många gånger på nytt och moderniserades efter tidens smak. Den sista tsaren och hans familj bodde i palatset permanent från 1904 fram till ryska revolutionen 1917. 
Efter revolutionen gjordes palatset till ett kejserligt museum. Under andra världskriget användes det som lokalt centrum för tyska armén, och förstördes avsiktligt av tyskarna vid deras reträtt. Det restaurerades och öppnades sedan återigen som museum. 

## Galleri

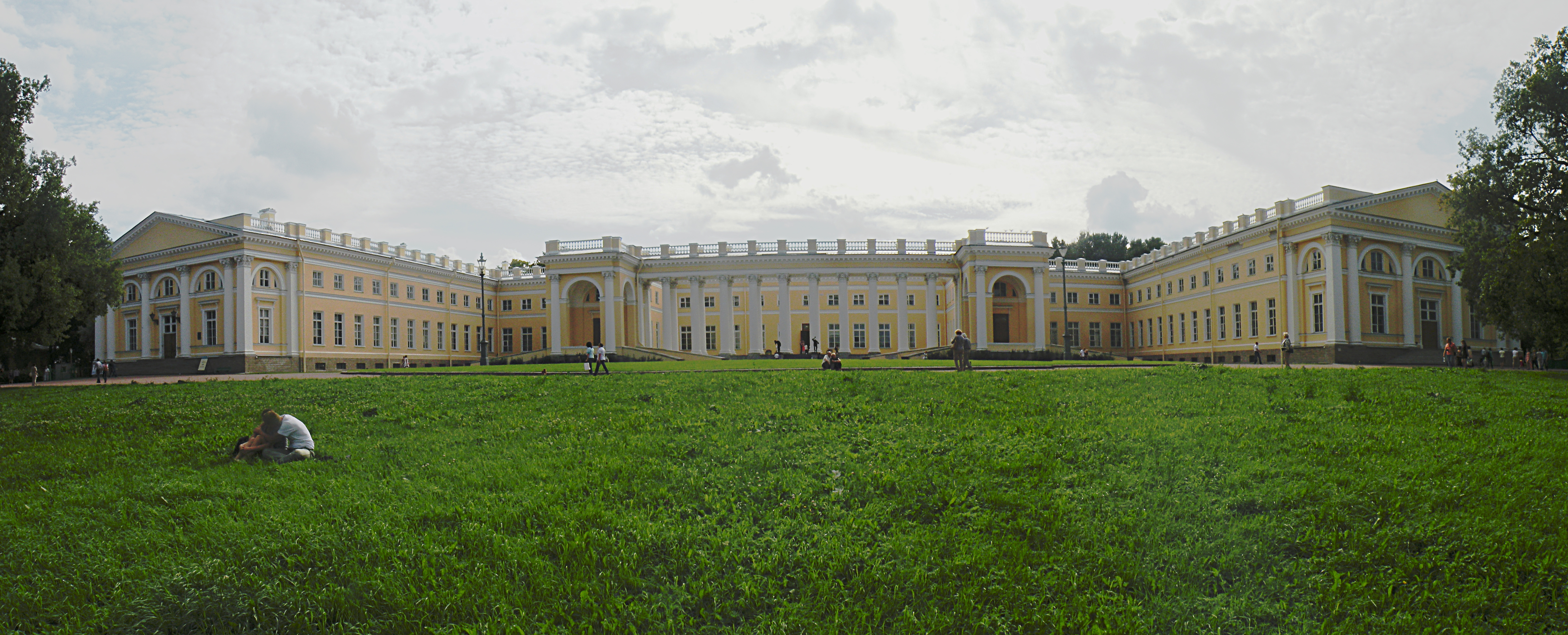
Alexander palace
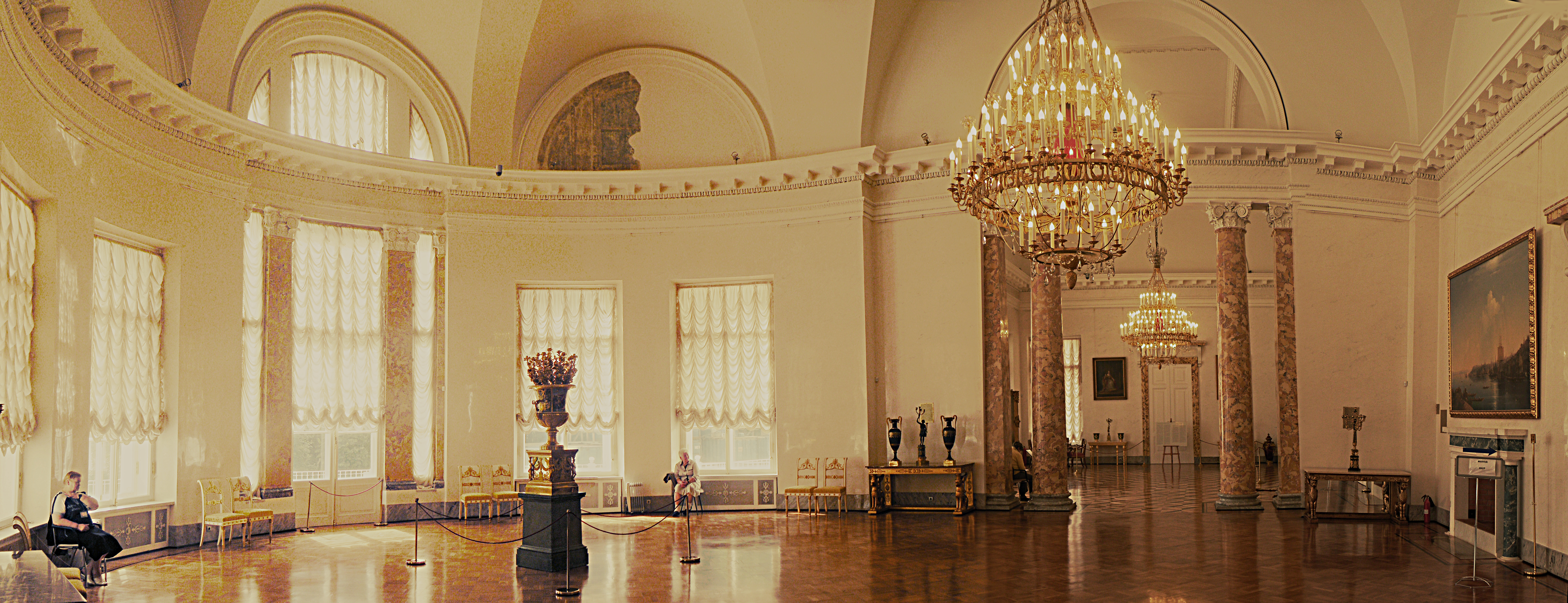
Alkeksandrovsky palace Quarenghi 02
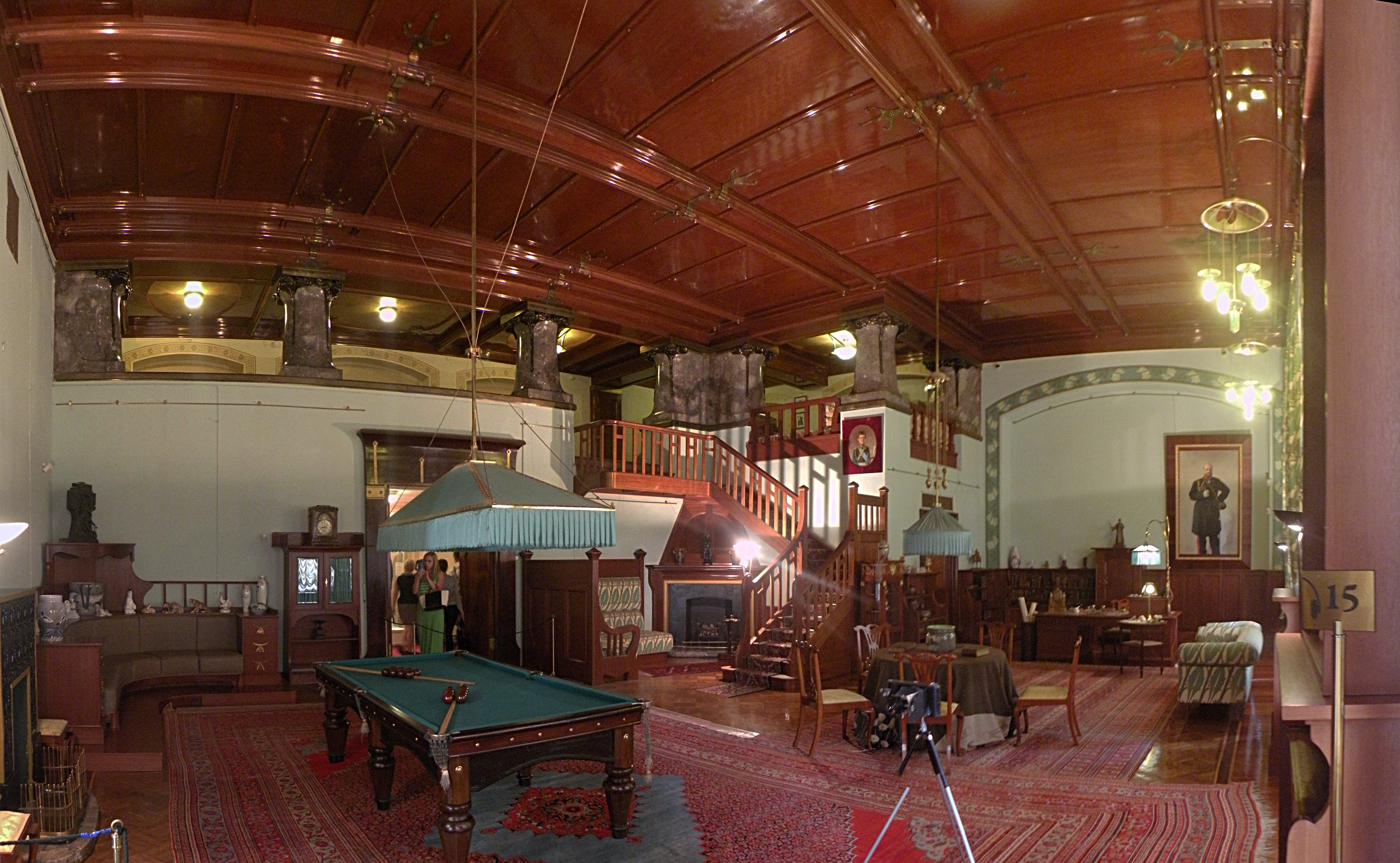
Alkeksandrovsky palace Quarenghi 03
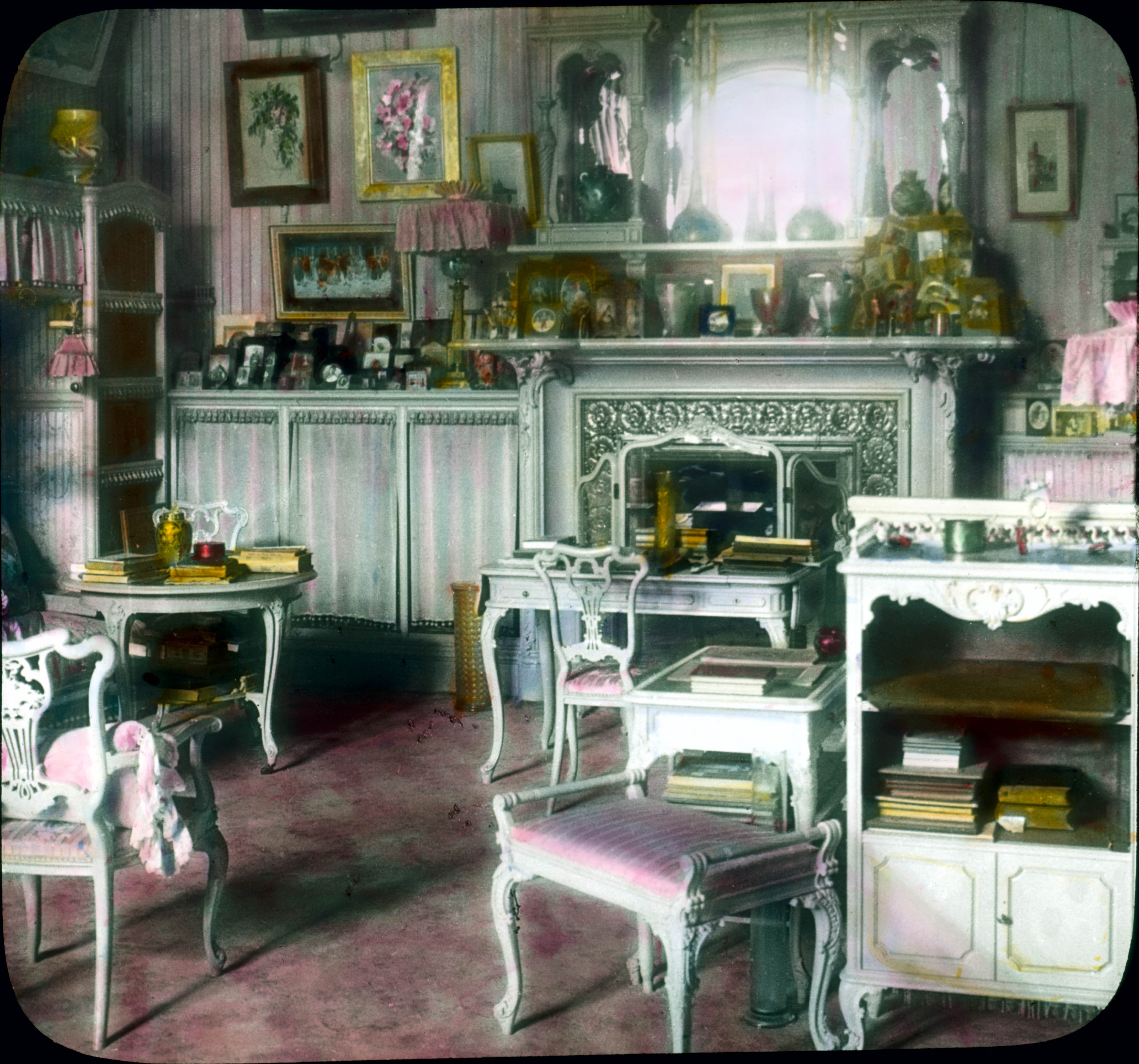
Alexander Palace interior - Alexandra's dressing room